# Esteban Caamaño Bernal
Esteban Caamaño Bernal, sindicalista, político y arrumbador nacido en El Puerto de Santa María, provincia de Cádiz, el 25 de diciembre de 1925 y fallecido el 19 de junio de 2006. Trabajador del Gremio de la Vid. Trabajó en la Empresa Terry del Puerto de Santa María. Promotor de la Unión Sindical Obrera. Miembro de la UGT. Ha sido vocal nacional del Sindicato de Alimentación. Presidente local del Sindicato de la Vid. Miembro de la Liga para la Defensa de los Derechos Humanos. 
Fue Diputado de las Cortes Constituyentes (1977-1979) por el PSP/PSA, (Partido Socialista Popular/Partido Socialista de Andalucía). Cuando se produjo en 1978 la integración del PSP en el PSOE, resultó elegido Diputado a Cortes, ocupando después los cargos de Senador y Europarlamentario también por el PSOE. 
Fue candidato a la alcaldía por el PSOE en las elecciones municipales de 1979, las primeras que se celebraban en el nuevo periodo democrático, resultando elegido concejal con responsabilidades de gobierno, merced al pacto tripartito de las izquierdas (PC-PSOE-PSA), que dio la alcaldía a la formación de estas tres más votada, -el Partido Comunista- siendo el alcalde Antonio Álvarez Herrera. Fue distinguido con la Placa de Oro de la provincia en 2002, por la Diputación Provincial de Cádiz. 

## Mandatos en Cortes Generales
- Diputado por Cádiz.
  - Legislatura Constituyente (1977-1979) (PSP/PSA)
  - Primera Legislatura (1979-1982 (PSOE)
- Senador electo por Cádiz
  - Segunda Legislatura (28.10.1982 al 23.04.1986)

Cargos en la Cámara: Vocal de la Comisión de Trabajo. Secretario de la Comisión de Peticiones. Vocal de la Comisión Especial de Investigación de los Trabajadores Españoles Emigrados en Europa.

## Mandato Parlamento Europeo
- Miembro

01.01.1986 / 05.07.1987 : Grupo Socialista
16.01.1986 / 20.01.1987 : Comisión de Asuntos Políticos
24.02.1986 / 20.01.1987 : Delegación para las relaciones con Malta
21.01.1987 / 24.07.1989 : Comisión de Agricultura, Pesca y Desarrollo Rural
21.01.1987 / 21.01.1988 : Delegación para las relaciones con Chipre
06.07.1987 / 24.07.1989 : Grupo Socialista
14.10.1987 / 24.07.1989 : Comisión de Presupuestos
- Suplente

14.01.1986 / 20.01.1987 : Comisión de Agricultura, Pesca y Desarrollo Rural
21.01.1987 / 24.07.1989 : Comisión de Agricultura, Pesca y Desarrollo Rural

## El hombre que pudo ser alcalde
- Artículo de Daniel Gática Cote: licenciado en Historia.
- Artículo de José María Morillo: articulista de Diario de Cádiz.

- Datos: Q8843158